# 维甘特派滕德
维甘特派滕德，是匈牙利维斯普雷姆州所辖的一个村，总面积11.19平方公里，总人口200，人口密度17.9人/平方公里（2010年1月1日）。